# Кнурув (Малопольське воєводство)
Кнурув (пол. Knurów) — село в Польщі, у гміні Новий Торг Новотарзького повіту Малопольського воєводства.
Населення — 519 осіб (2011).
У 1975-1998 роках село належало до Новосондецького воєводства.

## Демографія
Демографічна структура станом на 31 березня 2011 року:
|          | Загалом | Допрацездатний вік | Працездатний вік | Постпрацездатний вік |
| -------- | ------- | ------------------ | ---------------- | -------------------- |
| Чоловіки | 270     | 74                 | 177              | 19                   |
| Жінки    | 249     | 58                 | 137              | 54                   |
| Разом    | 519     | 132                | 314              | 73                   |